# Чёрный Орфей
«Чёрный Орфей» (порт. Orfeu Negro, фр. Orphée Noir) — художественный фильм 1959 года режиссёра Марселя Камю по пьесе «Орфей из фавелы Консейсан» Винисиуса ди Морайса. В этой пьесе миф об Орфее перенесён в Рио-де-Жанейро. «Золотая пальмовая ветвь» Каннского кинофестиваля 1959 года и премия «Оскар» за лучший фильм на иностранном языке 1960 года.

## Сюжет
В Рио наступило время ежегодного карнавала. В это время можно без всяких ограничений и самоконтроля предаваться веселью, музыке и танцам.
Орфей (Брену Меллу) работает кондуктором трамвая, играет на гитаре. Орфей помолвлен с Мирой (Лурдес ди Оливейра). Мира — весьма экзотичная женщина — она каждый день живёт так, как на карнавале.
Но Орфей должен любить Эвридику (Марпесса Дон) — девушку, только что приехавшую в Рио навестить свою кузину Серафину (Леа Гарсия). Она была вынуждена уехать из родного городка, скрываясь от преследований таинственного незнакомца, но он приехал вслед за ней.

## Критика
Картина стала обладателем приза «Золотая пальмовая ветвь» Каннского кинофестиваля 1959, где критика отмечала прежде всего не оригинальное претворение на экране мифологемы об Орфее и Эвридике, а показ своеобразия и поэтики бразильской культуры. Также высокие оценки получили музыкальное сопровождение Луиса Бонфа и Антониу Карлоса Жобина, а также яркую актёрскую работу Марпессы Доун, жены французского кинорежиссёра.
Фильм был запрещён к прокату в СССР по решению ЦК КПСС, несмотря на одобрение профильной комиссии при Минкульте. «В этой картине негры изображены по сути дела с колонизаторских позиций, как примитивные „Дети природы“, находящиеся во власти слепых биологических инстинктов и религиозного экстаза», — говорится в записке отдела культуры ЦК КПСС, подписанной Д. А. Поликарповым и В. Е. Баскаковым.
Однако несмотря на это, музыка из фильма, особенно песня «Утро карнавала» (порт. Manhã de Carnaval) Л. Бонфа, пользовалась в СССР популярностью и издавалась на грампластинках. Её исполняли ансамбль «Мелодия», певицы Эдита Пьеха (1964) и Венера Майсурадзе (1966), джаз-квартеты Рауфа Бабаева и Лембита Саарсалу и Алексей Кузнецов в фильме «Зелёный огонек».
В 1965 году Джордж Лукас учась на факультете кино в Университете Южной Калифорнии снял свой первый короткометражный фильм «Взгляд на жизнь», в котором использовал композицию Антониу Карлоса Жобина «A Felicidade-Batucada».

## В ролях
| Актёр                   | Роль     |
| ----------------------- | -------- |
| Брену Меллу             | Орфеу    |
| Марпесса Дон            | Эури́диси |
| Марсель Камю            | Эрнесту  |
| Фаусту Герцони          | Фаусту   |
| Леа Гарсия              | Серафина |
| Адемар Ферейра да Силва | Смерть   |
| Алешандру Константину   | Эрмес    |
| Валдемар ди Соза        | Шику     |
| Жоржи дус Сантус        | Бенедиту |
| Аурину Кассиану         | Зека     |
| Лурдес ди Оливейра      | Мира     |

## Съёмки
Съёмки фильма проходили в фавеле Морру-да-Бабилония.

## Награды
- Золотая пальмовая ветвь Каннского кинофестиваля (1959).
- Премия «Оскар» за лучший фильм на иностранном языке (1960).